# Donghoufang (sockenhuvudort i Kina, Hebei Sheng, lat 38,18, long 114,90)
Donghoufang är en sockenhuvudort i Kina. Den ligger i provinsen Hebei, i den norra delen av landet, omkring 230 kilometer sydväst om huvudstaden Peking. Antalet invånare är 48 491. Befolkningen består av 24 081 kvinnor och 24 410 män. Barn under 15 år utgör 17,0 %, vuxna 15-64 år 74 %, och äldre över 65 år 8,0 %.
Runt Donghoufang är det tätbefolkat, med 913 invånare per kvadratkilometer. Närmaste större samhälle är Hantai, 15,8 km norr om Donghoufang. Trakten runt Donghoufang består till största delen av jordbruksmark.
Genomsnittlig årsnederbörd är 702 millimeter. Den regnigaste månaden är juli, med i genomsnitt 228 mm nederbörd, och den torraste är januari, med 4 mm nederbörd.